# Evropská silnice

Česká značka IS17 „Silnice pro mezinárodní provoz“

Evropská mezinárodní silnice (někdy též nepřesně označována jako eurosilnice; zkráceně E-silnice, anglicky E-road) je silnice či dálnice zařazená do evropské sítě mezinárodních silnic. Tyto trasy mají jednotné číslování, začínající písmenem E. Označují se zelenou tabulkou s bílým číslem, standardně ve formátu Exx, v některých zemích s mezerou nebo spojovníkem (např. E-20). 

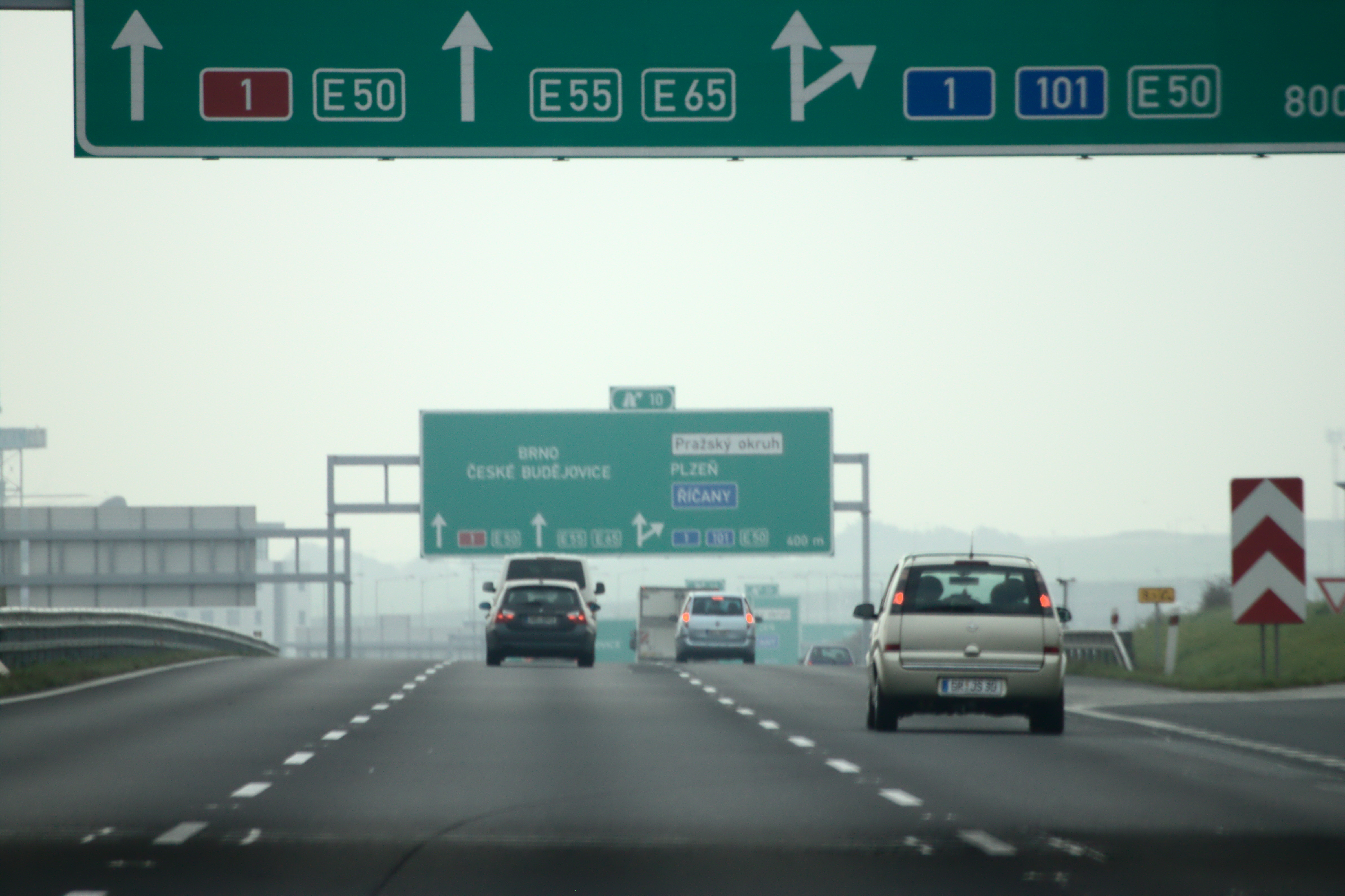
Začátek české dálnice D1, kudy vedou současně tři páteřní evropské silnice

Velká většina evropských silnic vede přes území více států, což byl hlavní účel jejich založení, kterým je přehledné očíslování hlavních silničních tahů na kontinentě. Evropské silnice se dělí na silnice 1. třídy (páteřní a mezilehlé) a silnice 2. třídy (odbočné a propojovací). Toto rozdělení nesouvisí s označením silnic v jednotlivých zemích, ale zpravidla jsou evropské silnice vedeny po silnicích nejvyšší kategorie. Vzhledem k tomu, že slouží primárně pro dálkový tranzit, je snaha je v co nejvyšší míře vést po dálnicích nebo rychlostních silnicích a mimo obytnou zástavbu.

Síť E-silnic prochází všemi evropskými státy kromě některých ostrovních a mikrostátů (Andorra, Island, Lichtenštejnsko, Malta, Monako, San Marino, Vatikán). Původně nezahrnovala ani Albánii, která se k systému připojila až roku 2000. Na východě síť přesahuje poměrně hluboko do Asie, zejména do bývalých sovětských republik na Kavkaze a ve Střední Asii, pokrývá také celé Turecko včetně jeho asijské části. Zde na ně někdy navazují mezinárodní silnice systému asijských dálnic (AH) nebo mašrecké silnice (M). Asijská síť se s evropskou částečně překrývá.

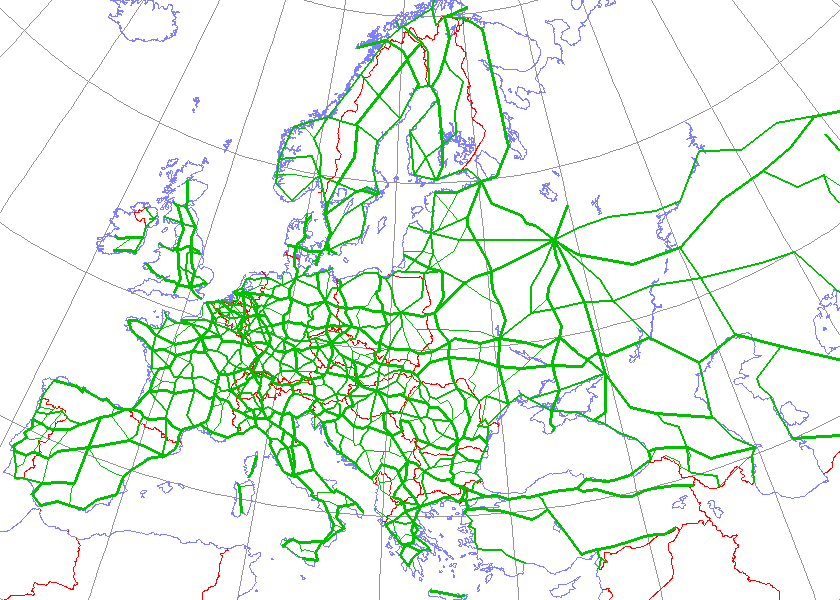
Síť evropských silnic – nejtučněji vyznačeny páteřní silnice, středně tučně mezilehlé silnice a nejslaběji silnice 2. třídy

Přes Česko prochází 13 evropských mezinárodních silnic, z toho čtyři páteřní (E50, E55, E65 a E75), pět mezilehlých a čtyři doplňkové. Jedna z nich (E551) vede pouze českým územím.
Číslování E-silnic má pevný systém založený na síti severojižních a západovýchodních páteřních silnic (podrobněji níže). Za ideálních podmínek by byla pravoúhlá, její podoba je ale ovlivněna geografickými podmínkami (moře, pohoří, státní hranice) a rozmístěním metropolí. Proto zejména páteřní silnice nejsou vždy nejkratší nebo nejrychlejší spojnicí svých koncových bodů, ale jsou trasovány tak, aby propojovaly více hlavních měst.
Komunikace, po kterých se vedou evropské silnice, musejí splňovat přísnější parametry než běžné silnice první třídy; to se týká především rekonstrukcí a novostaveb silnic. Přednostně jsou evropské trasy vedeny po dálnicích a rychlostních silnicích. Oficiální trasování má ale zároveň jistou setrvačnost, takže po vybudování dálnice podél dosavadní staré silnice je E-číslo často ještě řadu let vedeno a značeno po ní, případně je číslo přeznačeno v terénu, aniž by byla změna ještě formálně schválena.
Síť mezinárodních silnic má na starosti Evropská hospodářská komise OSN (UNECE). Nejedná se o systém vytvořený Evropskou unií, existoval již před jejím založením. Používané číslování se od národního číslování odlišuje předponou „E-“ (E01 a výše). Ve většině evropských zemí mají mezinárodní silnice zároveň své vnitrostátní číslo. V několika zemích (Švédsko, Norsko, Belgie) však mezinárodní označení slouží jako jediné číslo a žádné jiné se nepoužívá. Naopak v některých jiných zemích (např. Spojené království) je evropské číslování prakticky ignorováno a na značkách se vůbec neuvádí.

## Varianty značení v různých zemích
Evropské silnice bývají v jednotlivých zemích značeny poněkud odlišně podle místního standardu (tvar a velikost tabulky, odstín, font písma, oddělovač písmene a čísla), vždy je ale dodrženo pravidlo zeleného pozadí a bílého textu.

Obecné označení silnice E1
Obecné označení silnice E1 s vloženou nulou
Označení silnice E1 v Irsku
Označení silnice E1 v Portugalsku
Označení silnice E1 ve Španělsku
Označení silnice E5 ve Francii
Označení silnice E6 v Norsku
Označení silnice E40 v Belgii
Označení silnice E45 ve Švédsku
Označení silnice E47 v Dánsku
Označení silnice E47 v Německu
Označení silnice E50 v Rusku
Označení silnice E50 na Ukrajině
Označení silnice E55 v Rakousku
Označení silnice E67 v Litvě
Označení silnice E67 v Lotyšsku
Označení silnice E67 v Polsku
Označení silnice E70 v Rumunsku
Označení silnice E71 v Chorvatsku
Označení silnice E90 v Itálii
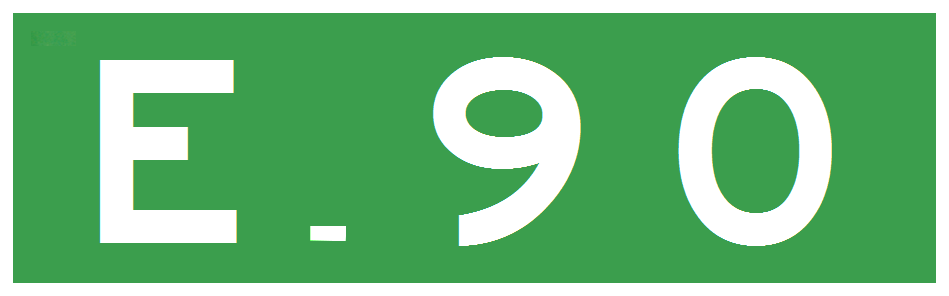
Označení silnice E90 v Turecku

## Systém číslování
Systém číslování mezinárodních silnic vznikal od 60. let, přesněji byl definován v roce 1975 komisí UNECE a původně měl v seznamu jen několik desítek čísel, později rozšířených zhruba na stovku. V té době českým územím procházely např. silnice E7, E12 nebo E14, a neexistovaly tzv. spojovací trasy (2. třída). Koncem 80. let 20. století prošel systém zásadní změnou, seznam se rozrostl, byl celý přepracován a nyní má tuto podobu:
- Páteřní a mezilehlé silnice, nazývané silnice 1. třídy, mají jedno- nebo dvojciferná čísla (E1 až E99). Silnice číslo 1 až 9 jsou někdy uváděny s předřazenou nulou (E01 atd.)
- Odbočné, propojovací a připojovací silnice, nazývané silnice 2. třídy, mají vždy trojciferná čísla (E130 až E999, avšak mimo řadu E001 až E129, viz níže).
- Páteřní silnice ve směru sever–jih (tedy přibližně ve směru poledníků) mají dvojciferná čísla končící číslicí 5. Tato čísla směrem k východu narůstají o 10. V oblasti pobřeží Atlantiku tedy vede první severojižní E05 a čím dále na východ se čísla zvyšují (E15, E25 atd.).
- Páteřní silnice ve směru západ–východ (tedy přibližně ve směru rovnoběžek) mají vždy dvojciferná čísla končící číslicí 0, která směrem k jihu narůstají o 10. V polárních oblastech Skandinávie vede nejsevernější E10, zatímco u Středozemního moře na jihu Evropy E90.
- Mezilehlé silnice mají dvojciferná lichá (sever–jih) a dvojciferná sudá (západ–východ) čísla s hodnotou v intervalu daném čísly páteřních silnic, mezi nimiž se nacházejí. Například sudá silnice E48 musí začínat anebo převážně vést mezi silnicemi E40 a E50 a např. lichá E49 mezi E45 a E55.
- Silnice 2. třídy mají vždy trojciferná čísla: první cifru mají shodnou s první cifrou nejbližší páteřní silnice severně od ní (např. E40), druhou cifru shodnou s první cifrou nejbližší páteřní silnice západně od ní (např. E65) a třetí cifru řadovou. Touto kombinací vznikne např. E461, E462 až E469. U silnic 2. třídy není určen směr podle poledníků nebo rovnoběžek.

Jelikož dvouciferná čísla pro severojižní silnice byla vyčerpána již na západním okraji Ruska, nebylo zde možné dodržet výše popsaná pravidla číslování. Proto zde systém pokračuje výjimečně i nad 100:
- Silnice 1. třídy ve směru sever–jih situované východně od silnice E99 mají trojciferná lichá čísla od 101 do 129. Páteřní vždy E105, E115 a E125. Pro mezilehlé silnice platí pravidla popsaná v odstavcích výše, tedy např. E107, E127 apod.
- Silnice 2. třídy situované východně od E99 mají trojciferná čísla začínající vždy 0–, od 001 do 099 (např. E001, E019).

### Výjimky
- Dvě evropské silnice první třídy, jmenovitě E47 a E55, zůstávají ve Švédsku a Norsku označeny starými čísly, E6, resp. E4. Tyto výjimky byly uděleny, aby se ušetřily enormní výdaje, které by si výměna značek na těchto mimořádně dlouhých úsecích vyžádala. Od Dánska na jih jsou však tyto silnice označeny novými čísly. Nové označení se vztahuje i na ostatní evropské silnice ve Skandinávii, většinou se ale jedná o nízká sudá čísla, takže výjimka E4 a E6 nepůsobí v tomto kontextu rušivě.
- Silnice E63 a E67 jsou trasovány převážně východně od páteřní silnice E75 (E67 dokonce zčásti i východně od E85).
- Silnice E82 se oproti pravidlu celá nachází mezi silnicemi E70 a E80.
- Některé E-silnice 2. třídy neodpovídají výše zmíněným pravidlům číslování. Někdy je to důsledkem prodloužení původně kratší silnice, jindy k tomu není zřejmý důvod. Příklady:
  - E271 celá leží jižně od E30 i východně od E85
  - E373 se nachází převážně východně od E85
  - E552 se celá nachází západně od E55

### Zvláštnosti
- Na trasování některých silnic měla vliv existence tzv. Železné opony, která omezovala prostupnost státních hranic mezi Západem a Východem. Nebylo žádoucí, aby dálková trasa překračovala Železnou oponu víckrát než jednou, a pokud to bylo možné, vedla celá buď západní, nebo východní částí Evropy. Nejvýraznějším příkladem je silnice E65, která z Prahy do Chorvatska místo kratší cesty přes Vídeň vede oklikou výhradně tehdejšími státy východního bloku (přes Slovensko a Maďarsko). U mezilehlých silnic tato snaha nebyla tak důsledná, takže některé přecházely z jedné na druhou stranu opakovaně, např. E59 (Československo – Rakousko – Jugoslávie).
- Přes Albánii se až do pádu komunistického režimu nedalo projíždět. Proto Albánie do tohoto systému nebyla vůbec zařazena a tudy směrované páteřní evropské silnice E65 a E80 byly trasovány složitou oklikou. Ačkoliv se Albánie roku 2000 k evropskému číslování silnic připojila a bylo by možné tyto trasy zkrátit vedením přes její území, přečíslování bylo vyhodnoceno jako příliš nákladné. Přes Albánii tak bylo pouze zavedeno několik evropských silnic 2. třídy, v terénu navíc neoznačených.
- Především páteřní silnice často přecházejí i přes moře, obvykle tak, že úsek skončí v nějakém přístavu a číslo pokračuje od protějšího pobřeží dál. Většinou existuje reálné trajektové spojení mezi těmito body, ale jsou i situace, kdy mezi konci úseků určité E-silnice žádná pravidelná doprava provozována není a řidiči musí úsek objet nebo využít spojení odjinud.
- Některé evropské trasy jsou z různých, často historických důvodů slepě ukončeny na hraničním přechodě nebo v nějakém městě a nepokračují dál, i když silnice dál vede. Např. E675 nebo E761.
- Čísla E2 a E93 nejsou vůbec použita.
- Silnice E13, E24 a E32 procházejí pouze Spojeným královstvím, kde E-silnice obecně nejsou nijak značeny, takže tato čísla se v terénu také nevyskytují.
- Silnice E31 a E33 byly původně označeny obráceně. Přečíslování E33 na E31 v Nizozemsku a Německu aplikováno bylo, zatímco na dosavadní E31 (nově E33) v Itálii označení zůstalo. Prakticky se tak E31 vyskytuje ve dvou různých částech Evropy, zatímco E33 není značena nikde.
- Silnice E69 v nejsevernější části Norska je vůbec nejsevernější silnicí na světě zapojenou do silniční sítě. Původně mělo jít o koncovou část silnice E47 (viz výše Výjimky).

### Staré číslování silnic
Do 80. let bylo číslování vedeno méně systematicky a méně rovnoměrně a koncentrovalo se na západní Evropu. Páteřní tahy se vyznačovaly jednociferným číslem a jednotlivé silnice byly trasovány přirozeně, bez snahy dodržovat poledníkový nebo rovnoběžkový směr. Na českém území byla síť číslovaných evropských silnic oproti dnešku podstatně řidší, v základu však existovala.

## Silnice 1. třídy
V následujícím přehledu se pomlčkou (–) označuje silniční spojení mezi městy po souši (včetně mostu nebo podmořského tunelu). Třemi tečkami (…) se značí vedení trasy přes vodu, pokud existuje trajektové spojení (přímo nebo alespoň z dosažitelného přístavu). Nový odstavec znamená, že mezi úseky použitelné spojení neexistuje.

### Páteřní silnice ve směru východ–západ
| označení | délka    | státy                                      | trasa |
| -------- | -------- | ------------------------------------------ | --- |
|          | 880 km   | NO, SE                                     | Å – Svolvær … Melbu – Sortland – Lødingen – Evenes – Narvik – Kiruna – Töre – Luleå |
|          | 1 880 km | IE, UK, DK, SE, EE, RU                     | Shannon – Limerick – Dublin … Liverpool – Manchester – Kingston upon Hull … Esbjerg – Kolding – Kodaň – Malmö – Helsingborg – Göteborg – Örebro – Stockholm … Tallinn – Narva – Petrohrad |
|          | 6 050 km | IE, GB, NL, DE, PL, BY, RU                 | Cork – Waterford – Wexford – Rosslare … Fishguard – Swansea – Cardiff – Newport – Bristol – Londýn – Colchester – Ipswich – Felixstowe … Hoek van Holland – Haag – Gouda – Utrecht – Amersfoort – Apeldoorn – Enschede – Osnabrück – Bad Oeynhausen – Hannover – Braunschweig – Magdeburg – Berlín – Świebodzin – Poznaň – Lodž – Varšava – Brest – Kobryn – Minsk – Orša – Smolensk – Moskva – Rjazaň – Penza – Samara – Ufa – Čeljabinsk – Kurgan – Išim – Omsk |
|          | 8 690 km | FR, BE, DE, PL, UA, RU, KZ, TM, UZ, KG     | Calais – Dunkerque – Ostende – Bruggy – Gent – Brusel – Lutych – Cáchy – Kolín nad Rýnem – Olpe – Gießen – Bad Hersfeld – Eisenach – Erfurt – Gera – Saská Kamenice – Drážďany – Zhořelec – Lehnice – Vratislav – Opolí – Gliwice – Krakov – Přemyšl – Lvov – Rovno – Žytomyr – Kyjev – Charkov – Debalceve – Luhansk – Kamensk-Šachtinskij – Volgograd – Astrachaň – Atyrau – Bejneu – Karakalpakia – Kungrad – Nukus – Buchara – Navoiy – Samarkand – Džizzach – Taškent – Šymkent – Taraz – Biškek – Almaty – Sary-Ozek – Taldykorgan – Učaral – Taskesken – Ayaguz – Kalbatau – Ust-Kamenogorsk – Ridder |
|          | 5 100 km | FR, DE, CZ, SK, UA, RU                     | Brest – Rennes – Le Mans – Paříž – Remeš – Mety – Saarbrücken – Mannheim – Heilbronn – Norimberk – Plzeň – Praha – Jihlava – Brno – Trenčín – Žilina – Poprad – Prešov – Košice – Užhorod – Mukačevo – Stryj – Ternopil – Chmelnyckyj – Vinnycja – Umaň – Kropyvnyckyj – Dnipro – Doněck – Debalceve – Novošachtinsk – Rostov na Donu – Armavir – Miněralnyje Vody – Nalčik – Nazraň – Grozný – Machačkala |
|          | 8 200 km | FR, CH, AT, HU, RO, GE, AZ, TM, UZ, TJ, KG | Brest – Lorient – Vannes – Nantes – Angers – Tours – Orléans – Montargis – Auxerre – Beaune – Dole – Besançon – Belfort – Mylhúzy – Basilej – Curych – Winterthur – St. Gallen – St. Margrethen – Bregenz – Feldkirch – Landeck – Innsbruck – Wörgl – Rosenheim – Bad Reichenhall – Salcburk – Sattledt – Linec – St. Pölten – Vídeň – Bruck an der Leitha – Mosonmagyaróvár – Budapešť – Szolnok – Püspökladány – Oradea – Kluž – Turda – Târgu Mureș – Brašov – Ploješť – Bukurešť – Urziceni – Slobozia – Hârșova – Constanța … Poti – Samtredia – Chašuri – Tbilisi – Gjandža – Evlak – Baku … Turkmenbaši – Serdar – Ašchabad – Tedžen – Mary – Türkmenabat – Buchara – Kárší – Termiz – Denov – Dušanbe – Darband – Tadžikabad – Karamyk – Sary-Taš – Irkeštam – hranice s Čínou |
|          | 4 550 km | ES, FR, IT, SI, HR, RS, RO, BG, TR, GE     | A Coruña – Bilbao – San Sebastián – Bayonne – Bordeaux – Clermont-Ferrand – Lyon – Chambéry – Susa – Turín – Alessandria – Tortona – Brescia – Verona – Mestre – Palmanova – Terst – Postojna – Lublaň – Novo Mesto – Záhřeb – Slavonski Brod – Bělehrad – Vršac – Temešvár – Drobeta-Turnu Severin – Craiova – Alexandria – Bukurešť – Giurgiu – Ruse – Razgrad – Šumen – Varna … Samsun – Ordu – Giresun – Trabzon – Batumi – Poti |
|          | 5 600 km | PT, ES, FR, IT, HR, ME, RS, BG, TR         | Lisabon – Aveiro – Guarda – Salamanca – Valladolid – Burgos – San Sebastián – Bayonne – Pau – Toulouse – Béziers – Marseille – Nice – Savona – Janov – Pisa – Grosseto – Řím – Pescara … Dubrovník – Herceg Novi – Podgorica – Berane – Ribarice – () Kosovska Mitrovica – Priština – Niš – Sofie – Dimitrovgrad – Edirne – Istanbul – Gerede – Amasya – Refahiye – Erzurum – Doğubayazıt – Gürbulak – hranice s Íránem |
|          | 4 770 km | PT, ES, IT, GR, TR                         | Lisabon – Évora – Badajoz – Mérida – Madrid – Zaragoza – Barcelona Mazara del Vallo – Palermo – Messina … Reggio di Calabria – Crotone – Taranto – Brindisi … Igumenica – Ioánnina – Kozani – Soluň – Komotiní – Keşan – Gelibolu – Lapseki – Bursa – Eskišehir – Ankara – Aksaray – Adana – Osmaniye – Şanlıurfa – Nusaybin – Cizre – Silopi – hranice s Irákem |

### Mezilehlé silnice ve směru východ-západ
| označení | délka    | státy                  | trasa |
| -------- | -------- | ---------------------- | --- |
|          | 1 590 km | SE, FI                 | Helsingborg – Jönköping – Linköping – Norrköping – Södertälje – Stockholm – Gävle – Sundsvall – Örnsköldsvik – Umeå – Luleå – Haparanda – Tornio Poznámka: Ve skutečnosti součást páteřní severojižní silnice (viz níže), stále označená svým starým číslem E4, které platilo do 80. let 20. století. Výjimka byla Švédsku udělena, aby se ušetřily neúměrné výdaje na přeznačení tohoto mimořádně dlouhého úseku.                                                                 |
|          | 3 120 km | SE, NO                 | Trelleborg – Malmö – Helsingborg – Halmstad – Göteborg – Fredrikstad – Oslo – Hamar – Lillehammer – Dombås – Trondheim – Stjørdal – Steinkjer – Mosjøen – Mo i Rana – Rognan – Fauske … Ballangen – Narvik – Setermoen – Alta – Olderfjord – Lakselv – Karasjok – Nesseby – Kirkenes Poznámka: Zachované staré číslo silnice, ze stejného důvodu jako u E4. Podle nového číslování mělo jít původně o část E45 (ta byla následně trasována vnitrozemím Švédska), resp. , viz níže. |
|          | 1 410 km | NO, FI                 | Tromsø – Nordkjosbotn – Skibotn – Kilpisjärvi – Kolari – Tornio – Kemi – Oulu – Kokkola – Vaasa – Pori – Turku |
|          | 910 km   | NO, SE, FI             | Mo i Rana – Storuman – Umeå … Vaasa – Tampere – Hämeenlinna – Helsinki |
|          | 460 km   | NO, SE                 | Trondheim – Östersund – Sundsvall |
|          | 1 180 km | GB, NO, SE             | Londonderry – Belfast … Glasgow – Edinburgh Bergen – Arna – Voss … Lærdal – Tyin – Fagernes – Hønefoss – Sandvika – Oslo – Kongsvinger – Torsby – Falun – Gävle |
|          | 1 890 km | GB, NO, SE, FI, RU     | Craigavon – Belfast – Larne … Stranraer – Gretna – Carlisle – Newcastle Kristiansand – Larvik – Sandefjord – Drammen – Oslo – Mysen – Grums – Karlstad – Örebro – Västerås – Stockholm – Kapellskär … Mariehamn … Turku-Naantali – Helsinky – Kotka – Vaalimaa – Vyborg – Petrohrad |
|          | 5 320 km | GB, NL, DE, SE, LV, RU | Holyhead – Chester – Warrington – Manchester – Leeds – Doncaster – Immingham Amsterdam – hráz Afsluitdijk – Groningen – Leer – Brémy – Hamburk – Lübeck – Rostock … Malmö – Kalmar – Norrköping … Ventspils – Riga – Rēzekne – Velikije Luki – Moskva – Vladimir – Nižnij Novgorod – Čeboksary – Kazaň – Iževsk – Perm – Jekatěrinburg – Ťumeň – Išim |
|          | 230 km   | GB                     | Birmingham – Cambridge – Ipswich |
|          | 280 km   | DE                     | Hamburk – Berlín |
|          | 1 230 km | DE, PL, RU, LT, BY     | Berlín – Štětín – Goleniów – Koszalin – Gdaňsk – Elbląg – Kaliningrad – Gusev – Marijampolė – Vilnius – Ašmjany – Minsk |
|          | 30 km    | GB                     | Colchester – Harwich |
|          | 470 km   | BE, NL, DE             | Zeebrugge – Antverpy – Eindhoven – Venlo – Oberhausen – Dortmund – Bad Oeynhausen |
|          | 220 km   | DE, PL                 | Berlín – Lübbenau – Chotěbuz – Iłowa – Lehnice |
|          | 3 400 km | UA, RU, KZ             | Hluchiv – Kursk – Voroněž – Saratov – Oral – Aktobe – Aralsk – Bajkonur – Kyzylorda – Šymkent |
|          | 620 km   | FR, BE, DE             | Dunkerque – Lille – Mons – Charleroi – Namur – Lutych – Sankt Vith – Wittlich – Bingen – Wiesbaden – Frankfurt nad Mohanem – Aschaffenburg |
|          | 780 km   | FR, LU, DE             | Le Havre – Amiens – Sedan – Longwy – Lucemburk – Trevír – Koblenz – Gießen |
|          | 720 km   | FR, BE                 | Cherbourg-Octeville – Caen – Rouen – Remeš – Sedan – Bouillon – Lutych |
|          | 350 km   | DE, CZ                 | Schweinfurt – Bayreuth – Marktredwitz – Cheb – Karlovy Vary – Praha |
|          | 520 km   | FR, DE, AT             | Štrasburk – Appenweier – Karlsruhe – Stuttgart – Ulm – Mnichov – Salcburk |
|          | 860 km   | FR, DE, CH             | Paříž – Chaumont – Mylhúzy – Lörrach – Bad Säckingen – Schaffhausen – Singen – Lindau – Memmingen – Mnichov |
|          | 310 km   | DE, AT                 | Norimberk – Řezno – Pasov – Wels – Sattledt (Linec) |
|          | 2 200 km | AT, SK, UA, RO, MD, RU | Vídeň – Bratislava – Zvolen – Košice – Užhorod – Mukačevo – Halmeu – Baia Mare – Dej – Bistrița – Vatra Dornei – Sučava – Botoșani – Târgu Frumos – Jasy – Ungheni – Kišiněv – Tiraspol – Oděsa – Mykolajiv – Cherson – Melitopol – Mariupol – Taganrog – Rostov na Donu |
|          | 1 290 km | FR, CH, IT             | Nantes – Poitiers – Montluçon – Mâcon – Bourg-en-Bresse – Ženeva – Lausanne – Vevey – Martigny – Sion – Simplon – Domodossola – Milán – Tortona – Janov |
|          | 240 km   | IT                     | Turín – Milán – Brescia |
|          | 650 km   | IT                     | Brixen – Bruneck – Sillian – Lienz – Spittal an der Drau – Villach – Klagenfurt – Štýrský Hradec – Fürstenfeld – Körmend – Veszprém – Székesfehérvár |
|          | 510 km   | HU, RO                 | Segedín – Arad – Deva – Sibiu – Brašov |
|          | 250 km   | FR                     | Bordeaux – Langon – Toulouse |
|          | 240 km   | FR, IT                 | Nice – Ventimiglia – Tende – Cuneo – Asti – Alessandria |
|          | 80 km    | IT                     | Migliarino (Pisa) – Lucca – Florencie |
|          | 270 km   | IT                     | Grosseto – Arezzo – Sansepolcro – Fano |
|          | 380 km   | PT, ES                 | Porto – Vila Real – Bragança – Zamora – Tordesillas |
|          | 150 km   | TR                     | Keşan – Tekirdag – Silivri (Istanbul) |
|          | 200 km   | (AL), GR               | Krystallopigi – Florina – Edessa – Soluň |
|          | 640 km   | TR                     | Ankara – Yozgat – Sivas – Refahiye |
|          | 320 km   | GR                     | Igumenica – Ioánnina – Trikala – Volos |
|          | 110 km   | GR                     | Korint – Athény |
|          | 440 km   | TR                     | Smyrna – Uşak – Afyonkarahisar – Sivrihisar |
|          | 60 km    | TR                     | E91 (İskenderun) – Kırıkhan – Reyhanli – hranice se Sýrií |

### Páteřní silnice ve směru sever–jih
| označení | délka    | státy                                      | trasa |
| -------- | -------- | ------------------------------------------ | --- |
|          | 2 960 km | GB, FR, ES                                 | Greenock – Glasgow – Preston – Birmingham – Oxford – Southampton … Le Havre – Paříž – Orléans – Tours – Poitiers – Saintes – Bordeaux – Bayonne – San Sebastián – Burgos – Madrid – Manzanares – Córdoba – Sevilla – Jerez de la Frontera – Algeciras |
|          | 3 950 km | GB, FR, ES                                 | Inverness – Perth – Edinburgh – Newcastle – Londýn – Folkestone – Dover … Calais – Arras – Paříž – Beaune – Mâcon – Lyon – Orange – Nîmes – Béziers – Perpignan – Girona – Barcelona – Tarragona – Castellón de la Plana – Valencia – Alicante – Murcia – Almería – Malaga – Algeciras |
|          | 1 830 km | NL, BE, LU, FR, CH, IT                     | Hoek van Holland – Rotterdam – Eindhoven – Maastricht – Lutych – Bastogne – Arlon – Lucemburk – Mety – Saint-Avold – Štrasburk – Mylhúzy – Basilej – Olten – Bern – Lausanne – Ženeva – Annemasse – Chamonix-Mont-Blanc – Aosta – Ivrea – Vercelli – Alessandria – Janov … Bastia – Porto-Vecchio – Bonifacio … Porto Torres – Sassari – Cagliari … Palermo |
|          | 1 660 km | NL, DE, CH, IT                             | Amsterdam – Utrecht – Arnhem – Emmerich am Rhein – Oberhausen – Kolín nad Rýnem – Frankfurt nad Mohanem – Heidelberg – Karlsruhe – Freiburg im Breisgau – Basilej – Olten – Lucern – Altdorf – Gotthardský silniční tunel – Bellinzona – Lugano – Como – Milán – Piacenza – Parma – Modena – Florencie – Řím |
|          | 4 998 km | NO, FI, SE, DK, DE, AT, IT                 | Alta – Hetta – Kaaresuvanto – Karesuando – Gällivare – Storuman – Östersund – Mora – Torsby – Grums – Trollhättan – Göteborg … Frederikshavn – Aalborg – Aarhus – Vejle – Kolding – Padborg – Flensburg – Hamburk – Hannover – Göttingen – Kassel – Fulda – Würzburg – Norimberk – Mnichov – Rosenheim – Wörgl – Innsbruck – Brenner – Brixen – Bolzano – Verona – Modena – Bologna – Cesena – Perugia – Terni – (Řím) – Frosinone – Neapol – Salerno – Sicignano – Cosenza – Villa San Giovanni … Messina – Katánie – Syrakusy – Gela                                        |
|          | 2 920 km | SE, DK, DE, CZ, AT, IT, GR                 | Helsingborg … Helsingør – Kodaň – Køge – Vordingborg – Farø – Nykøbing Falster – Gedser … Rostock – Berlín – Lübbenau – Drážďany – Ústí nad Labem – Praha – České Budějovice – Linec – Salcburk – Villach – Tarvisio – Udine – Palmanova – Mestre – Ravenna – Cesena – Rimini – Fano – Ancona – Pescara – Canosa – Bari – Brindisi … Igumenica – Preveza – most Rio-Antirio – Patra – Pyrgos – Kalamata (Viz také výše .) |
|          | 3 800 km | SE, PL, CZ, SK, HU ,HR, BA, ME, RS, MK, GR | Malmö – Ystad … Svinoústí – Wolin – Goleniów – Štětín – Gorzów Wielkopolski – Świebodzin – Zelená Hora – Lehnice – Jelení Hora – Turnov – Praha – Jihlava – Brno – Bratislava – Mosonmagyaróvár – Körmend – Nagykanizsa – Varaždín – Záhřeb – Karlovac – Rijeka – Otočac – Split – Opuzen – Neum – Dubrovník – Herceg Novi – Podgorica – Berane – Ribarice – () Kosovska Mitrovica – Priština – Uroševac – Skopje – Tetovo – Ochrid – Bitola – Florina – Kozani – Larisa – Farsala – Lamia – Itea – most Rio-Antirio – Egio – Korint – Tripoli – Kalamata … Kissamos – Chania |
|          | 4 340 km | NO, FI, PL, CZ, SK, HU, RS, MK, GR         | Vardø – Vadsø – Tana bru – Utsjoki – Ivalo – Sodankylä – Rovaniemi – Kemi – Oulu – Jyväskylä – Lahti – Helsinky … Gdaňsk – Grudziądz – Lodž – Piotrków Trybunalski – Katovice – Bílsko-Bělá – Těšín – Český Těšín – Žilina – Trenčín – Bratislava – Mosonmagyaróvár – Budapešť – Szeged – Subotica – Bělehrad – Niš – Vranje – Kumanovo – (Skopje) – Gevgelija – Soluň – Larisa – (Volos) – Lamia – Théby – Athény … Chania – Heráklion – Sitia |
|          | 2 300 km | LT, BY, UA, RO, BG, GR                     | Klaipeda – Kaunas – Vilnius – Lida – Slonim – Kobryn – Rovno – Luck – Ternopil – Černovice – Siret – Sučava – Roman – Bacău – Buzău – Urziceni – Bukurešť – Giurgiu – Ruse – Veliko Tarnovo – Kazanlak – Stara Zagora – Dimitrovgrad – Svilengrad – Ormenio – Didymoteicho – Alexandrupoli |
|          | 1 790 km | RU, BY, UA, TR                             | Petrohrad – Pskov – Vitebsk – Orša – Homel – Černihiv – Kyjev – Umaň – Oděsa … Samsun – Merzifon |

### Mezilehlé silnice ve směru sever-jih
| označení | délka    | státy                      | trasa |
| -------- | -------- | -------------------------- | --- |
|          | 1 460 km | GB, IE, ES, PT             | Larne – Belfast – Dublin – Rosslare A Coruña – Pontevedra – Valença do Minho – Porto – Lisabon – Faro – Huelva – Sevilla |
|          | 470 km   | FR                         | Cherbourg-Octeville – Avranches – Rennes – Nantes – La Rochelle |
|          | 250 km   | FR, ES                     | Langon – Pau – Jaca – Zaragoza |
|          | 967 km   | FR, ES                     | Orléans – Limoges – Toulouse – Foix – Puigcerdà – Barcelona |
|          | 540 km   | FR                         | Vierzon – Montluçon – Clermont-Ferrand – viadukt Millau – Béziers |
|          | 230 km   | GB                         | Doncaster – Sheffield – Nottingham – Leicester – Northampton – Londýn |
|          | 670 km   | BE, FR                     | Antverpy – Gent – Kortrijk – Lille – Arras – Reims – Troyes – Dijon – Beaune |
|          | 520 km   | NL, BE, FR                 | Amsterdam – Rotterdam – Breda – Antverpy – Brusel – Mons – Valenciennes – Cambrai – (Paříž) |
|          | 540 km   | FR, CH                     | Mety – Nancy – Dijon – Ženeva |
|          | 390 km   | FR, CH                     | Nancy – Vesoul – Besançon – Pontarlier – Lausanne |
|          | 350 km   | FR, CH, IT                 | Belfort – Delémont – Biel – Bern – Vevey – Martigny – Aosta |
|          | 290 km   | DE, LU, FR                 | Kolín nad Rýnem – Prüm – Trevír – Lucemburk – Saarbrücken – Sarreguemines – E25 |
|          | 520 km   | NL, DE                     | Rotterdam – Nijmegen – Moers – Neuss – Kolín nad Rýnem – Koblenz – Bingen am Rhein – Ludwigshafen am Rhein – E50 (Heidelberg) |
|          | 100 km   | IT                         | Parma – La Spezia Poznámka: V terénu stále značena původním číslem E31. |
|          | 290 km   | DE                         | Brémy – Osnabrück – Dortmund – Wuppertal – Kolín nad Rýnem |
|          | 1 330 km | NO, DK                     | Trondheim – Vinjeøra – Halsa … Kanestraum – Batnfjordsøra – Molde … Vestnes – Ålesund … Festøya – Ørsta – Nordfjordeid … Sandane – Førde – Lavik … Opedal – Instefjord – Knarvik – Bergen – Osøyro … Sandvikvåg – Leirvik – (Haugesund) – Arsvågen … Mortavika – Stavanger – Lyngdal – Kristiansand … Hirtshals – Aalborg |
|          | 760 km   | DE, CH                     | Dortmund – Gießen – Aschaffenburg – Würzburg – Stuttgart – Singen – Schaffhausen – Winterthur – Curych – Altdorf |
|          | 510 km   | DE, AT, CH                 | Würzburg – Ulm – Lindau – Bregenz – St. Margrethen – Buchs – Chur – Bellinzona |
|          | 290 km   | SE, DK, DE                 | Helsingborg … Helsingør – Kodaň – Køge – Vordingborg – Farø – Rødby … Puttgarden – Lübeck (Viz také výše .) |
|          | 740 km   | DE, CZ, AT                 | Magdeburg – Halle – Plavno – Cheb – Karlovy Vary – Plzeň – České Budějovice – Horn – Vídeň |
|          | 410 km   | DE                         | Berlín – Lipsko – Hof – Bayreuth – Norimberk |
|          | 270 km   | CZ, DE                     | Plzeň – Klatovy – Bayerisch Eisenstein – Deggendorf – Mnichov |
|          | 380 km   | AT, SI                     | Sattledt – Liezen – Štýrský Hradec – Maribor – Lublaň |
|          | 644 km   | CZ, AT, SI, HR             | Praha – Jihlava – Znojmo – Vídeň – Štýrský Hradec – Maribor – Krapina – Záhřeb |
|          | 240 km   | AT, SI, IT, HR             | Villach – Jesenice – Lublaň – Postojna – Terst – Hrpelje – Rijeka |
|          | 1 110 km | FI                         | Sodankylä – Kemijärvi – Kuusamo – Kajaani – Kuopio – Jyväskylä – Tampere – Turku |
|          | 1 630 km | FI, EE, LV, LT, PL, CZ     | Helsinki … Tallinn – Pärnu – Riga – Panevežys – Kaunas – Marijampolė – Augustov – Białystok – Varšava – Piotrków Trybunalski – Vratislav – Kladsko – Hradec Králové – Praha |
|          | 130 km   | NO                         | Nordkapp – Olderfjord (E6) |
|          | 970 km   | SK, HU, HR, BA             | Košice – Miskolc – Budapešť – Nagykanizsa – Varaždín – Záhřeb – Karlovac – Otočac – Split |
|          | 710 km   | HU, HR, BA                 | Budapešť – Moháč – Osijek – Đakovo – Odžak – Zenica – Sarajevo – Mostar – Opuzen |
|          | 1 690 km | RU, EE, LV, LT, PL, SK, HU | Pskov – Misso – (Smiltene) – Riga – Jelgava – Šiauliai – Tauragė – Sovětsk – Kaliningrad – Baltijsk … Gdaňsk – Elbląg – Ostróda – Varšava – Radom – Krakov – Trstená – Ružomberok – Zvolen – Vác – Budapešť |
|          | 1 160 km | HU, RO, BG, GR             | Miskolc – Debrecín – Püspökladány – Oradea – Beiuş – Deva – Târgu Jiu – Craiova – Vidin – Vraca – Sofie – Blagoevgrad – Serres – Soluň |
|          | 990 km   | UA, RO                     | Mukačevo – Halmeu – Satu Mare – Zalău – Kluž – Turda – Alba Iulia – Sibiu – Pitești – Bukurešť – Fetești – Konstanca |
|          | 250 km   | BG                         | E85 (Ruse) – Pleven – Jablanica – Sofie |
|          | 2 030 km | UA, MD, RO, BG, TR         | Oděsa – Palanca – Tatarbunary – Izmajil – Reni – Giurgiulești – Galați – Brăila – Tulcea – Constanța – Varna – Burgas – Kırklareli – Babaeski – Keşan – Gelibolu – Eceabat … Çanakkale – Smyrna – Aydın – Denizli – Antalya                                                                                               |
|          | 130 km   | TR                         | Gerede – Ankara |
|          | 170 km   | TU, UA                     | Toprakkale – İskenderun – Antakya – Yayladağ – hranice se Sýrií |
|          | 1 150 km | UA, RU, GE, TR             | Cherson – Džankoj – Kerč – Tamaň – Novorossijsk – Džubga – Soči – Suchumi – Poti – Batumi – Hopa – Rize – Trabzon – Gümüşhane – Aşkale (E90) |
|          | 750 km   | AZ, TR, (AM)               | E002 (Dəmirçi) – Aralık – Iğdır – Doğubayazıt (E80) – Erciş – Bitlis – Diyarbakır – Şanlıurfa (E90) Alternativní (původní) začátek: Jerevan – Armavir – hranice s Tureckem (bez propojení) |

### Páteřní silnice východně od E99
| označení | délka    | státy          | trasa |
| -------- | -------- | -------------- | --- |
|          | 850 km   | RU, UA         | Moskva – Kaluga – Brjansk – Chomutovka – (Hluchiv) – Baturyn – Kyjev |
|          | 3 770 km | NO, RU, UA     | Kirkenes – Pečenga – Murmansk – Kandalakša – Petrozavodsk – Petrohrad – Tver – Moskva – Tula – Orel – Kursk – Bělgorod – Charkov – E50 (Dnipro) – Záporoží – Melitopol – Simferopol – Alušta – Jalta |
|          | 1 730 km | RU             | Jaroslavl – Moskva – Voroněž – Kamensk-Šachtinskij – Rostov na Donu – Krasnodar – Novorossijsk |
|          | 1 050 km | RU, GE, AM     | Miněralnyje Vody – Nalčik – Vladikavkaz – Gudauri – Tbilisi – Marneuli – Kazreti – Vanadzor –Jerevan – Sisian – Agarak (E002) – hranice s Íránem                                                     |
|          | 2 630 km | RU, AZ         | Moskva – Tambov – Borisoglebsk – Volgograd – Astrachaň – Kizljar – Machačkala – Derbent – Xaçmaz – Baku – Ələt – Lenkoran – Astara – hranice s Íránem                                                |
|          | 2 700 km | RU, KZ, TM     | Samara – Oral – Atyrau – Bejneu – Žanaozen – Garabogaz – Turkmenbaši – Serdar – Etrek – hranice s Íránem                                                                                             |
|          | 2 840 km | RU, KZ, UZ, TJ | Čeljabinsk – Kostanaj – Arkalyk – Žezkazgan – Kyzylorda – Šymkent – Taškent – Chudžand – Dušanbe – Bochtar – Nižnij Pjandž – hranice s Afghánistánem                                                 |
|          | 2 600 km | RU, KZ, KG     | Išim – Petropavl – Kokčetav – Astana – Karaganda – Balchaš – Almaty – Kordaj – Biškek – Naryn – Torugart – hranice s Čínou                                                                           |
|          | 1 330 km | RU, KZ         | Omsk – Pavlodar – Semej – Kalbatau (E40) – Zajsan – Majkapšagaj – hranice s Čínou |

## Silnice 2. třídy
| označení | délka  | státy        | trasa |
| -------- | ------ | ------------ | --- |
|          | 460 km | NO           | Haugesund – Etne – Røldal – Haukeli – Åmot – Seljord – Sauland – Notodden – Kongsberg – Hokksund – Drammen |
|          | 176 km | NO           | Ålesund – Åndalsnes – Dombås |
|          | 170 km | IE           | Cork – Port Laoise |
|          | 40 km  | NL           | Amsterdam – Amersfoort |
|          | 172 km | NL           | Amersfoort – Hoogeveen – Groningen |
|          | 132 km | NL, DE       | Hoogeveen – Haselünne – Cloppenburg (E37 Brémy) |
|          | 162 km | DE           | Cuxhaven – Bremerhaven – Brémy – E45 (Hannover) |
|          | 281 km | DE           | Sassnitz – Stralsund – Grimmen – Neubrandenburg – Neustrelitz – Berlín |
|          | 350 km | PL           | Grudziądz – Bydhošť – Poznaň – Vratislav |
|          | 417 km | LT, LV, RU   | Kaunas – Ukmerge – Utena – Daugavpils – Rēzekne – Ostrov (E95) |
|          | 282 km | EE           | Tallinn – Tartu – Luhamaa (E77) |
|          | 340 km | EE, LV       | Jõhvi – Tartu – Valga – Valka – Valmiera – Inčukalns (E77 Riga) |
|          | 348 km | EE, SE       | Tallinn – Paldiski … Kapellskär (E18) |
|          | 280 km | BY           | Minsk – Babrujsk – Homel Poznámka: dříve Klaipėda – Kaunas – Vilnius (nyní prodloužená E85) |
|          | 380 km | LT           | Klaipėda – Palanga – Šiauliai – Panevėžys – Ukmerge – Vilnius |
|          | 67 km  | NL           | Breda – Gorinchem – Utrecht |
|          | 160 km | NL           | Vlissingen – Breda – Eindhoven |
|          | 112 km | BE           | Antverpy – Hasselt – Lutych |
|          | 125 km | BE, NL, DE   | Lovaň – Hasselt – Geleen – Heerlen – Cáchy |
|          | 150 km | DE           | Dortmund – Kassel |
|          | 358 km | PL, SK       | Radom – Řešov – Dukla – Svidník – Prešov |
|          | 367 km | PL, UA       | Varšava – Lublin – Zamość – Rava-Ruska – Lvov |
|          | 373 km | PL, UA       | (Lublin) – Chełm – Kovel – Rovno – Korosteň – Kyjev |
|          | 110 km | RU           | Chomutovka – Trosna |
|          | 200 km | FR           | (Saint-Brieuc) E50 – Dinan – Avranches – Caen |
|          | 425 km | FR           | Calais – Abbeville – Rouen – Le Mans |
|          | 96 km  | BE           | Zeebrugge – Bruggy – Kortrijk – Tournai |
|          | 30 km  | BE           | Bruggy – Westkapelle (E34) |
|          | 270 km | BE, FR       | Brusel – Namur – Arlon – Longwy – Mety |
|          | 187 km | BE, FR       | Nivelles – Charleroi – Charleville-Mézières – Remeš |
|          | 153 km | BE, LU       | Sankt Vith – Diekirch – Lucemburk |
|          | 82 km  | DE           | Trevír – Saarbrücken |
|          | 65 km  | BE           | Tournai – Halle |
|          | 110 km | DE           | Saská Kamenice – Plavno – Hof |
|          | 568 km | CZ, SK       | Karlovy Vary – Ústí nad Labem – Liberec – Turnov – Hradec Králové – Svitavy – Olomouc – Hranice – Žilina |
|          | 125 km | DE           | Gießen – Frankfurt nad Mohanem – Darmstadt – Mannheim |
|          | 190 km | CZ, AT       | Svitavy – Brno – Vídeň |
|          | 310 km | CZ, (PL)     | Brno – Olomouc – Frýdek-Místek – Český Těšín (– Bílsko-Bělá – Mysłowice – Krakov) Poznámka: Polský úsek je celý veden v souběhu s E-silnicemi I. třídy (E75 a E40). |
|          | 210 km | UA           | (Mukačevo –) Stryj – Lvov Poznámka: Úsek Mukačevo – Stryj je v souběhu s E50. |
|          | 90 km  | FR           | Le Mans – Angers |
|          | 90 km  | FR           | Le Mans – Tours |
|          | 100 km | FR           | Courtenay (E15, E60) – Troyes |
|          | 80 km  | FR           | Remiremont (E23) – Mylhúzy |
|          | 95 km  | DE           | Offenburg – Villingen-Schweningen – E41 |
|          | 70 km  | DE, AT       | Memmingen – Füssen – Reutte – Telfs |
|          | 125 km | DE, AT       | Mnichov – Garmisch-Partenkirchen – Mittenwald – Seefeld in Tirol – Innsbruck |
|          | 110 km | CZ           | České Budějovice – Jindřichův Hradec – Humpolec |
|          | 230 km | DE, AT       | Mnichov – Mühldorf am Inn – Braunau am Inn – Wels – Linec |
|          | 403 km | SK           | Bratislava – Zvolen – Košice (V praxi nahrazena prodlouženou .) |
|          | 101 km | SK           | Trenčín – Žiar nad Hronom |
|          | 193 km | HU, UA       | Püspökladány – Debrecín – Nyíregyháza – Čop – Užhorod |
|          | 416 km | RO           | Bacău – Brašov – Pitești – Craiova |
|          | 95 km  | SK, HU       | Bratislava – Dunajská Streda – Veľký Meder – Győr |
|          | 58 km  | RO           | Kluž – Dej Poznámka: dříve pokračovala směrem Bistrița – Sučava, zde nahrazena prodloužením . |
|          | 75 km  | RO           | Ploješť – Buzău Poznámka: dříve v trase dnešní E584. |
|          | 228 km | RO           | Sărățel (E58) – Reghin – Toplița – Miercurea Ciuc – Sfântu Gheorghe – Chichiș (E574 Brašov) |
|          | 100 km | HU, (UA)     | Görbeháza (E79) – Nyíregyháza – Vásárosnamény – Beregsurány ( – Berehove E58) |
|          | 441 km | RO, MD, (UA) | Mărășești (E85) – Tecuci – Huși – Leușeni – Kišiněv (– Tiraspol – Odesa) Poznámka: úsek Kišiněv – Odesa je v souběhu s E58. |
|          | 628 km | RO, MD, UA   | (Roman) E85 – Târgu Frumos – Jasy – Sculeni – Bălți – Edineț – Otaci – Mohylev Podolský – Vinnycja – Žytomyr |
|          | 938 km | UA, MD, RO   | Poltava – Kremenčuk – Kropyvnyckyj – E95 – Okny – Dubosary – Kišiněv – Giurgiulești – Galați – Brăila – Slobozia |
|          | 450 km | RU           | Novorossijsk – Krasnodar – Rostov na Donu Poznámka: celá trasa vede v souběhu s E115. |
|          | 113 km | RU           | Krasnodar – Džubga (E97) |
|          | 61 km  | FR           | Niort – La Rochelle |
|          | 195 km | FR           | La Rochelle – Rochefort – Saintes |
|          | 172 km | FR           | Saintes – Angoulême – Limoges Poznámka: dříve do Sculeni |
|          | 128 km | FR           | Tours – Vierzon |
|          | 120 km | FR           | Angoulême – Bordeaux |
|          | 88 km  | FR           | Paray-le-Monial – Chalon-sur-Saône |
|          | 58 km  | FR           | Lyon – Pont-d'Ain (E62) |
|          | 54 km  | IT           | Ivrea – Turín |
|          | 106 km | AT, DE       | Wörgl – Sankt Johann in Tirol – Lofer – Bad Reichenhall – E60 ( Salcburk) |
|          | 73 km  | AT           | Altenmarkt im Pongau – Liezen |
|          | 52 km  | AT, SI       | Klagenfurt – Loibl Pass – Tržič – Kranj |
|          | 107 km | SI, HU       | Maribor – Lendava – Letenye |
|          | 447 km | HU, HR, BA   | (Balatonkeresztúr) E71 – Marcali – Nagyatád – Barcs – Virovitica – Daruvar – Okučani – Gradiška – Banja Luka – Jajce – Donji Vakuf – Vitez – E73 (Zenica) |
|          | 121 km | RS, HR       | Subotica – Sombor – Batina – Osijek – E73 |
|          | 322 km | RO           | Temešvár – Arad – Oradea – Satu Mare |
|          | 103 km | RO           | Lugoj – Deva |
|          | 59 km  | RO, (BG)     | Constanța – Negru Vodă – ( Kardam – směr Dobrič) |
|          | 460 km | TR, GE, AM   | Horasan (E80) – Kars – Posof – Vale – Achalkalaki – Ašock – Gjumri – Aštarak (E117 Jerevan) Poznámka: původní trasa Kars – Jerevan vedena oklikou přes Gruzii z důvodu uzavřené turecko-arménské hranice. |
|          | 113 km | GE           | Ureki (E97) – Samtredia |
|          | 111 km | FR           | Lyon – Grenoble |
|          | 452 km | FR           | Annemasse – Chambéry – Grenoble – Sisteron – Aix-en-Provence – Marseille |
|          | 92 km  | FR           | Valence – Grenoble |
|          | 117 km | FR           | Orange – Salon-de-Provence – Marseille |
|          | 141 km | IT           | Turín – Fossano – Savona |
|          | 160 km | HR, SI       | Rijeka – Pazin – (Pula) – Buje – Dragonja – Koper Poznámka: po vybudování chorvatských dálnic A8 a A9 je v praxi E571 za Pazinem rozvětvena na směr Pula a směr Koper (obě zakončení jsou slepá). |
|          | 742 km | (HR), BA, RS | ( Ličko Petrovo Selo –) Bihać – Jajce – Donji Vakuf – Zenica – Sarajevo – Višegrad – Užice – Čačak – Kraljevo – Kruševac – Paraćin – Zaječar Poznámka: původně začínala v Bihaći návazností na E71, po jejím přetrasování na chorvatskou silnici D1 prodloužena do Chorvatska. V Chorvatsku nyní E71 značena po dálnici A1, bez návaznosti na E761. |
|          | 328 km | BA, ME, AL   | Sarajevo – Foča – Nikšić – Podgorica – Skadar – Tirana |
|          | 348 km | RS, ME       | Bělehrad – Čačak – Užice – Nova Varoš – Bijelo Polje – E65, E80 |
|          | 225 km | RO, RS       | Drobeta-Turnu Severin – Kladovo – Zaječar – Niš |
|          | 258 km | BG           | (Jablanica) E83 – Veliko Tarnovo – Šumen |
|          | 273 km | BG           | (Plovdiv) E80 – Čirpan – Stara Zagora – Jambol – Burgas |
|          | 262 km | PT, ES       | Coimbra – Viseu – Vila Real – Chaves – Verín |
|          | 599 km | PT           | Bragança – Guarda – Castelo Branco – Portalegre – Évora – Beja – Ourique (E1) |
|          | 463 km | ES           | Salamanca – Mérida – Sevilla |
|          | 292 km | ES           | Bilbao – Logroño – Zaragoza |
|          | 124 km | PT           | Vila do Conde – Famalicão (E1) – Vila Pouca de Aguiar (E801) |
|          | 209 km | PT           | Torres Novas (E1) – Abrantes – Gardete – Castelo Branco – Guarda Poznámka: v úseku Gardete – Guarda souběh s E802. |
|          | 36 km  | IT           | Řím – San Cesareo (E45) |
|          | 105 km | IT           | (Sassari) E25 – Olbia … Civitavecchia – E80 |
|          | 38 km  | IT           | Avellino – Salerno |
|          | 257 km | IT           | Neapol – Avellino – Benevento – Canosa di Puglia |
|          | 96 km  | IT           | Bari – Taranto |
|          | 24 km  | IT           | (Castrovillari) E45 – Sibari (E90) |
|          | 112 km | IT           | Cosenza – San Giovanni in Fiore – Crotone |
|          | 159 km | IT           | Sicignano degli Alburni (E45) – Potenza – Metaponto (E90) |
|          | 38 km  | IT           | Lamezia Terme – Catanzaro (Lido) |
|          | 323 km | ME, AL, RKS  | Petrovac na Moru – Ulcinj – Skadar – Kukës – Prizren – Priština |
|          | 29 km  | AL, MK       | Tirana – Elbasan – Prrenjas – Struga – Ochrid |
|          | 61 km  | GR, (AL)     | Ioánnina – Kalpaki – ( Kakavijë – směr Gjirokastër) |
|          | 194 km | BG, MK       | Sofie – Pernik – Kjustendil – Kriva Palanka – Kumanovo |
|          | 405 km | TR           | Dilovasi (E80) – Bursa – Balıkesir – Smyrna |
|          | 352 km | ES           | Madrid – Tarancón – Requena – Valencia |
|          | 280 km | ES           | Bailén – Jaén – Granada – Motril Poznámka: dříve Nikósie – Pafos |
|          | 187 km | IT           | Castelvetrano – Agrigento – Gela |
|          | 161 km | IT           | Termini Imerese (E90) – Enna – Katánie |
|          | 50 km  | IT           | Alcamo (E90) – Trapani |
|          | 193 km | GR           | Ioánnina – Arta – Amfilochia – E55 |
|          | 247 km | GR           | Etoliko (E55) – Agrinio – Karpenisi – Lamia |
|          | 101 km | GR           | Megalopoli (E65) – Sparta – Gythio |
|          | 51 km  | GR           | Eleusis – Thiva Poznámka: dříve Tripolis – Sparta – Gythio (nahrazena E961) |
|          | 403 km | TR           | Afyonkarahisar – Konya – Ereğli – E90 |
|          | 66 km  | TR           | E90 – Tarsus – Mersin |

### Silnice východně od E99
| označení | délka    | státy  | trasa |
| -------- | -------- | ------ | --- |
|          | 117 km   | GE, AM | Marneuli – Sadachlo – Ajrum – Vanadzor |
|          | 481 km   | AM, AZ | Jerevan – Ararat – Dəmirçi (E99) – Nachičevan – Ordubad – Meghri – Horadiz – Hacıqabul (E60)                                                                                  |
|          | 1 120 km | UZ, TM | Učkuduk – Nukus – Daşoguz – Ašchabad – Gaudan (hranice s Íránem, AH78 směr Mašhad) Poznámka: v terénu neznačena                                                               |
|          | 700 km   | KZ, UZ | ( Kyzylorda –) Učkuduk – Buchara Poznámka: v terénu neznačena; úsek Kyzylorda – Učkuduk existuje pouze teoreticky                                                             |
|          | 154 km   | UZ     | Guzor – Šahrisabz – Samarkand Poznámka: v terénu neznačena |
|          | 298 km   | TJ, UZ | Ajni – Chudžand – Kokand – E007 Poznámka: úvodní úsek v souběhu s E123, v terénu neznačena                                                                                    |
|          | 590 km   | UZ, KG | Taškent – Angren – E006 (Kokand) – Andižan – Oš – Sary-Taš (E60) |
|          | 970 km   | TJ     | Dušanbe – Kulob – Chorog – Murghab – Kuľma (hranice s Čínou, směr AH4 Taškurgan / Kašgar) Poznámka: zakončení v průsmyku Kuľma (4 362 m n. m.) je nejvýše položenou E-silnicí |
|          | 666 km   | TJ     | Darband (E60) – Chorog – Iškašim – Langar (hranice s Afghánistánem – Vachánský koridor)                                                                                       |
|          | 650 km   | KG     | Oš – Džalalabad – Suusamyr – Biškek |
|          | 179 km   | KZ, KG | Şelek – Kegen – Karkyra – Tjup |
|          | 360 km   | KZ     | Almaty – Şelek – Korgas (hranice s Čínou, AH5 směr Gulja, Urumči) |
|          | 180 km   | KZ     | Sary-Ozek (E40) – Korgas |
|          | 182 km   | KZ     | Ušaral (E40) – Dostyk (hranice s Čínou) |
|          | 193 km   | KZ     | Taskesken (E40) – Bachty (hranice s Čínou) |
|          | 495 km   | KZ     | E123 – Esil – Atbasar – Astana |
|          | 320 km   | RU     | Jelabuga – Naberežnyje Čelny – Ufa |
|          | 1 071 km | KZ     | Žezkazgan – Karaganda - Pavlodar – Lozovoje – (hranice s Ruskem, směr Karasuk, Novosibirsk)                                                                                   |
|          | 289 km   | KZ     | Petropavl – Kostanaj |

### Bývalé evropské silnice
| označení | délka  | státy      | trasa                                           |
| -------- | ------ | ---------- | ----------------------------------------------- |
|          | 960 km | RU, UA     | (Orel) – Chomutovka – Kyjev – Oděsa             |
|          |        | UA, RUS    | Kyjev – Orel                                    |
| E580     |        | RO, MD, UA | Mărășești – Tecuci – Kišiněv – Tiraspol – Oděsa |
|          | 672 km | CY         | Girne (Kyrenia) – Nikósie – Lemesos             |

## Mezinárodní silnice v Česku

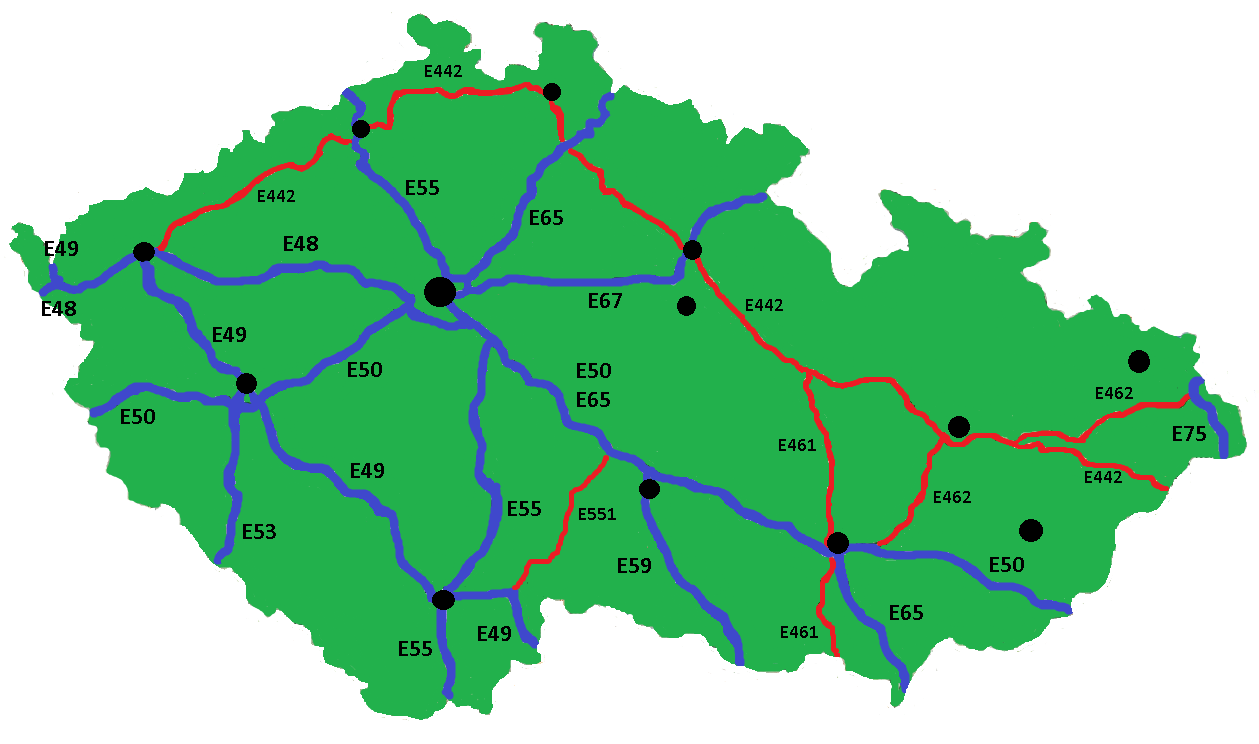
Síť evropských silnic v Česku. Silnice 1. třídy modře, silnice 2. třídy červeně

Českem procházejí tyto mezinárodní silnice (na konci uveden stav při starém číslování):
- : [D] – Pomezí nad Ohří (silnice I/6) – Cheb (souběh s E49) – Karlovy Vary – Praha, dříve nečíslována
- : [D] – Vojtanov (silnice I/21) – Cheb (silnice I/6, souběh s E48) – Karlovy Vary (silnice I/20) – Plzeň – České Budějovice (silnice I/34, souběh s E551) – Třeboň (silnice I/24) – Halámky – [A], dříve nečíslována
- : [D] – Rozvadov (dálnice D5) – Plzeň – Praha (dálnice D1, souběh s E65) – Brno (silnice I/50) – Uherské Hradiště – Starý Hrozenkov – [SK], dříve E12 v úseku D – Praha, E15 v úseku Praha – Brno, dále nečíslována
- : Plzeň (silnice I/27) – Klatovy – Železná Ruda – [D], dříve nečíslována
- : [A] – Dolní Dvořiště (silnice I/3) – České Budějovice (dálnice D3) – Mezno (silnice I/3) – Mirošovice (dálnice D1, souběh s E50 a E65) – Praha (Brněnská, 5. května, Spořilovská, Jižní spojka, Štěrboholská radiála, dálnice D0, Novopacká, Kbelská, silnice I/8, dálnice D8) – Lovosice – Krásný Les – [D], dříve E14 v úseku A – Praha a E15 v úseku Praha – D
- : (Praha -) Jihlava (silnice I/38) – Znojmo – Hatě – [A], dříve E84
- : [PL] – Harrachov (silnice I/10) – Turnov (dálnice D10) – Praha (dálnice D1, souběh s E50) – Brno (dálnice D2) – Břeclav – [SK], dříve E14 v úseku PL – Praha a E15 v úseku Praha – SK
- : Praha (dálnice D11) – Hradec Králové (silnice I/33) – Náchod – [PL], dříve E12
- : [PL] – Chotěbuz (silnice I/11) – Třinec – Mosty u Jablunkova – [SK], dříve E16
- : Karlovy Vary (silnice I/13) – Teplice – Děčín – Liberec (silnice I/35) – Turnov – Jičín – Hradec Králové – Olomouc – Hranice – Bumbálka – [SK], dříve E85 (pouze v úseku Hranice – SK)
- : Svitavy (silnice I/43) – Brno (silnice I/52) – Mikulov – [A], dříve E7 (pouze v úseku Brno – A)
- : Brno (dálnice D1) – Vyškov (silnice I/46) – Olomouc (dálnice D35) – Lipník nad Bečvou (dálnice D1) – Bělotín (silnice I/48) – Frýdek-Místek – Český Těšín – Chotěbuz – [PL], dříve E7
- : České Budějovice (silnice I/34) – Jindřichův Hradec – Humpolec, dříve nečíslována

Nejvýznamnějším evropským dopravním tahem v Česku je z tohoto hlediska dálnice D1 mezi Prahou a Brnem, po níž je společně vedena páteřní silnice ve směru západ–východ (E50) i sever–jih (E65), na úseku Praha – Mirošovice dokonce i další páteřní silnice sever-jih (E55; bude výhledově odvedena na plánovanou dálnici D3).
Oproti starému číslování byl snížen význam moravské tranzitní trasy Vídeň – Brno – Olomouc – Český Těšín – Krakov, která byla z dřívější páteřní E7 přečíslována na evropské silnice II. třídy E461 a E462.